# Clytra cyaneofasciata
Clytra cyaneofasciata es un coleóptero de la familia Chrysomelidae. Fue descrita científicamente por primera vez en 1995 por Medvedev.